# Il Francese
Albums de Jean-Louis Murat
Travaux sur la N89
(2017) Innamorato
(2019)
Il Francese est un album musical de Jean Louis Murat sorti le 28 septembre 2018 sur le label PIAS. Le titre fait référence au surnom de Joachim Murat – Il Francese : « le Français » – donné par les Napolitains lorsque ce dernier fut nommé roi de Naples en 1808.

## Liste des titres de l'album
1. Achtung – 4'34"
2. Ciné vox – 3'28"
3. Sweet Lorraine – 3'20"
4. Marguerite de Valois – 3'32"
5. Hold Up (avec Morgane Imbeaud) – 3'13"
6. Kids – 3'39"
7. La Treizième Porte – 3'07"
8. Gazoline – 3'47"
9. Silvana (voix de Silvana Mangano dans L'Or de Naples de Vittorio De Sica[1]) – 4'13"
10. Rendre l'âme – 3'27"
11. Je me souviens – 3'50"

## Musiciens ayant participé à l'album
- Jean-Louis Murat : chant, guitares, claviers, chœurs
- Denis Clavaizolle : arrangements, programmations, claviers
- Christophe Pie[1] : multi-instruments
- Morgane Imbeaud : voix

## Accueil critique
Valérie Lehoux pour Télérama – qui lui accorde son maximum de ƒƒƒƒ – considère qu'après une série d'albums plus expérimentaux Murat « renoue avec l’art si difficile des chansons limpides » allant jusqu'à affirmer qu'« il n’avait plus approché la grâce de si près depuis 2004 ». 
Également enthousiaste, Franck Vergeade pour Les Inrocks déclare que ce nouvel album « compte parmi les plus inspirés de son infatigable auteur-compositeur-interprète ». 
Plus largement, Il Francese est très bien accueilli par quasiment l'ensemble de la presse,,,, de même que l'interprétation des chansons sur scène lors de la tournée qui a suivi.